# Уитбред, Фатима
Фатима Уитбред (англ. Fatima Whitbread), урождённая Фатима Ведад (англ. Fatima Vedad) — британская легкоатлетка, метательница копья. Автор мирового рекорда в метании копья (77,44 м), установленного в квалификационном раунде чемпионата Европы по лёгкой атлетике 1986 года в Штутгарте, первый британский спортсмен-легкоатлет, ставший автором мирового рекорда в метательных дисциплинах.
Фатима Ведад начала заниматься метанием копья в 11 лет. В тот момент она проживала в детском доме. Спустя три года её удочерила её тренер Маргарет Уитбред. В 1977 году Фатима Уитбред выиграла соревнования среди британских учащихся и была отобрана на Игры Содружества 1978 года, где стала шестой. В следующем году она выиграла чемпионат Европы среди юниоров. Двукратный призёр Олимпийских игр — бронзовая медаль в Лос-Анджелесе в 1984 году и серебряная в Сеуле в 1988 году. Чемпионка Европы 1986 года, чемпионка мира 1987 года. На поздний период карьеры Уитбред повлияла травма плеча, которая, по её мнению, была связана с рекордным броском в 1986 году. Чемпионат Великобритании по легкой атлетике 1990 года стал последним соревнованием, в котором она участвовала, снова травмировав плечо. В 1992 году официально ушла из спорта.
Во время своей спортивной карьеры Фатима Уитбред была постоянной соперницей Тессы Сандерсон, другой известной британской метательницы копья. За спортивные заслуги а 1987 году удостоена Ордена Британской империи.